# Arena Dorsum
Arena Dorsum es una formación geológica de tipo dorsum en la superficie de Marte, localizada con el sistema de coordenadas planetocéntricas a 15.65° latitud N y 69.03° longitud E, que mide 372.03 km de diámetro. El nombre fue aprobado por la Unión Astronómica Internacional en 1976 y hace referencia a una de las características de albedo en Marte.